# Конюший великий литовський
Конюший великий литовський (пол. Koniuszy wielki litewski, лат. agazo, praefectus stabuli) — уряд двірський Великого князівства Литовського Речі Посполитої.

## Історія
Уряд існував з кінця XV століття як конюший надвірний (двірський) литовський. Цей урядник відповідав за великокняжі табуни й стайні. У повітах існувала посада конюшого земського.
Після Люблінської унії посада була заснована як відповідник уряду конюшого великого коронного.
З плином часу ця посада стала чисто почесною (титулярною), адже власне обов'язки конюшого виконував підконюший (лат. subagazo). Наприкінці XVII століття конюший великий став одним з диґнітаріїв державних (що було підтверджено конституцією сейму 1768 року).

## Список конюших великих литовських[1]

### Конюші великих князів
- Ян Немиря (1398)
- Дмитро Васильович (1423) — конюший великого князя Вітовта
- Олександр Васильович Чорторийський (1440) — конюший великого князя Сигізмунда Кейстутовича
- Гринько Волович (1451—1459) — конюший великого князя Казимира
- Марцін (можливо тільки був конюшим віленським, 1454)
- Богуш Міцута (1475)
- Михайло Григорович Вагановський (1481—1488)

### Конюші надвірні (двірські)
- Марцін Богданович Хрептович (1495—1509)
- Якуб Кунцевич (1510—1523)
- Василь Богданович Чиж (1524—1538)
- Миколай Миколайович Андрушович (Андрошевич) (1540—1548)
- Юрій Вовчкович (1544)
- Ярош Корицький (1544—1565)
- Якуб П'ясецький (1566—1569)

### Конюші великі литовські
- Федір Петрович Головня-Острожецький (1569)
- Якуб П'ясецький (1569—1587)
- Єронім Ходкевич (1588—1593)
- Павел Стефан Сапіга (1593—1623)
- Кшиштоф Ходкевич (1623—1633)
- Ян Казімєж Ходкевич (1633—1646)
- Кшиштоф Зиґмунт Пац (1646)
- Богуслав Радзивілл (1646—1669)
- Францішек Стефан Сапіга (1670—1686)
- Кароль Станіслав Радзивілл (1686—1690)
- Міхал Францішек Сапіга (1690—1700)
- Якоб Генріх фон Флеммінг (1701—1728)
- Юзеф Францішек Сапіга (1707—1708) (призначений Станіславом Лещинським)
- Данило Виговський (1707—1709) (призначений Станіславом Лещинським)
- Михайло Казимир Радзивілл (Рибонька) (1728—1734)
- Удальрік Христофор Радзивілл (1734—1762)
- Міхал Бжостовський (1762—1764)
- Антоній Тизенгауз (1764—1765)
- Стефан Олендський (1765—1771)
- Домінік Александрович (1771—1791)
- Міхал Ґжеґож Ґрабовський (1791—1795)